# Renault Fluence
Renault Fluence (укр. Рено́ Флюе́нс) — сімейний автомобіль гольф-класу (класу С +) з кузовом седан, що виготовляється компанією Renault.

## Опис

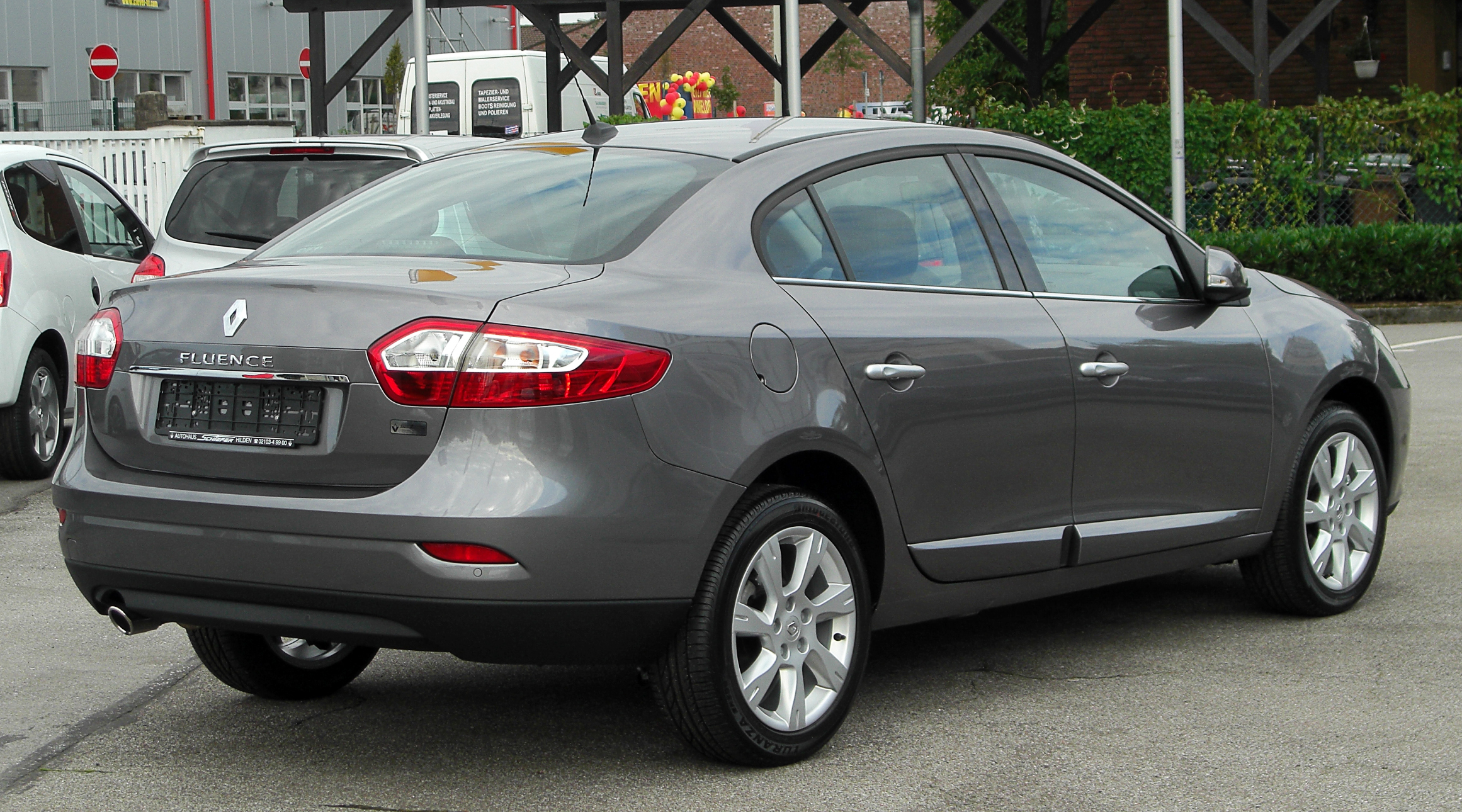
Renault Fluence (2009—2012)

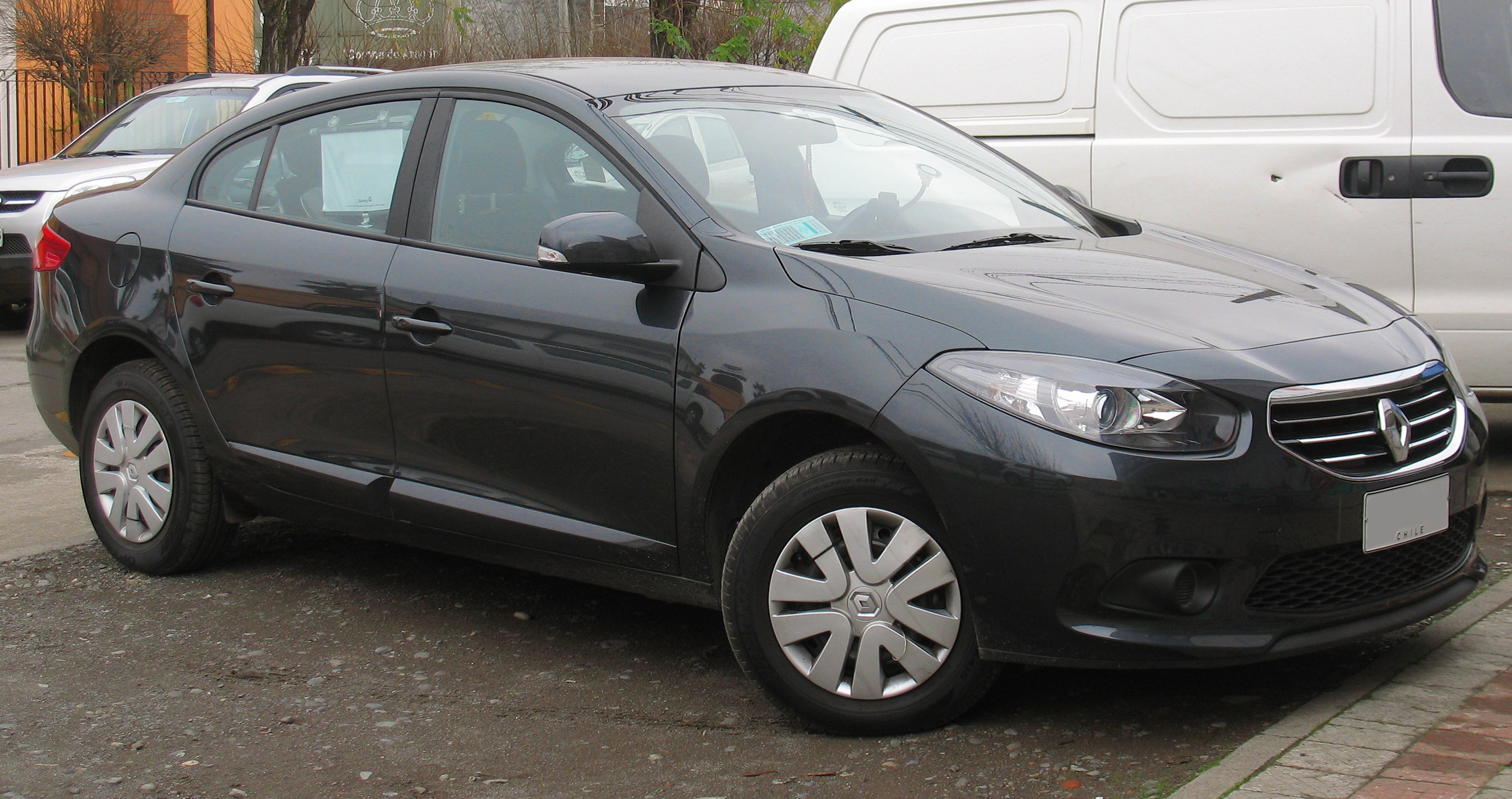
Renault Fluence (2012—2014)

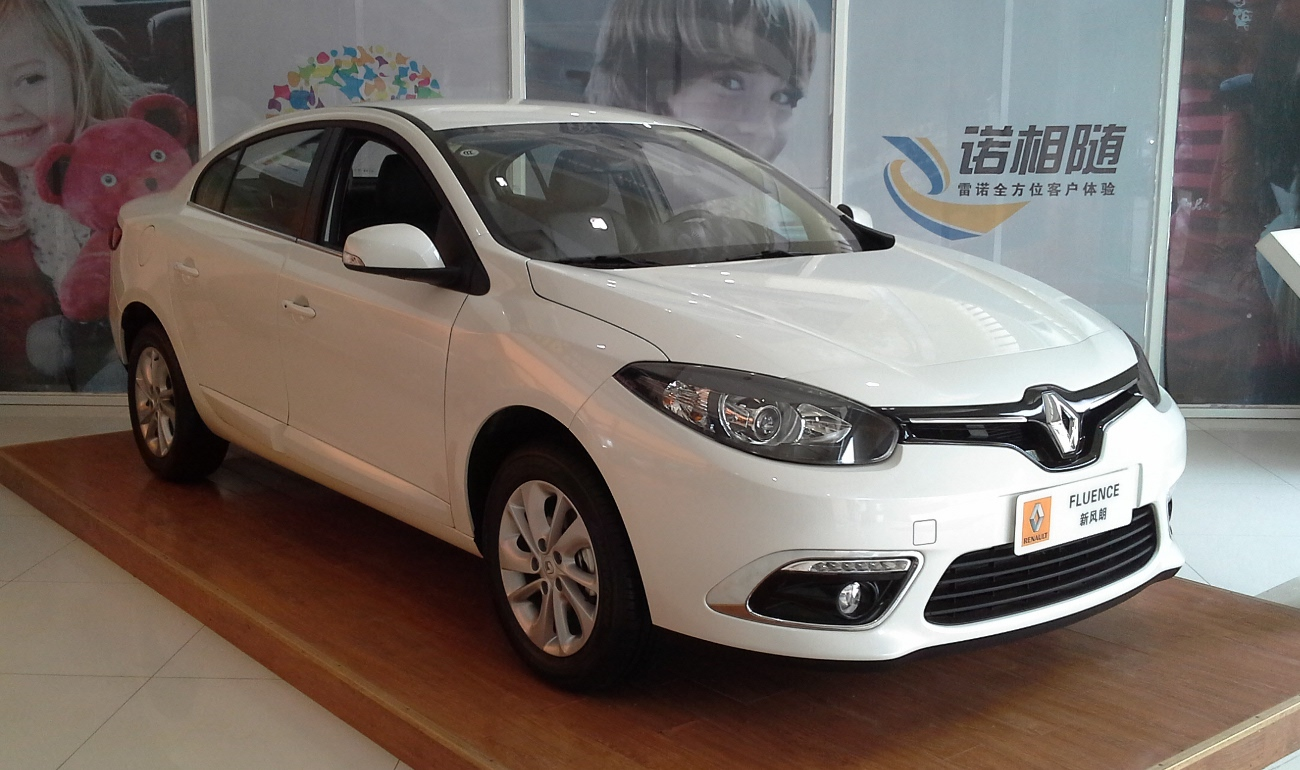
Renault Fluence (з 2014)

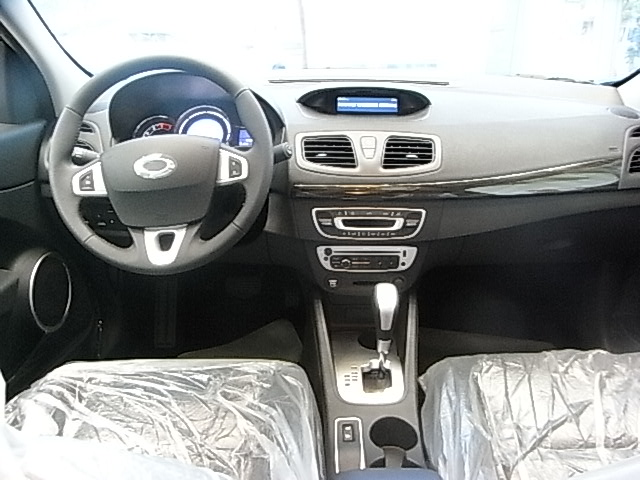
Салон

У 2009 році представлено Renault Fluence, який прийшов на зміну седану Renault Megane II на ринках Східної Європи і побудований на одній платформі з Renault Megane III.
У 2010 році на ринок випущена версія Sport Way. Автомобіль оснащається тільки бензиновим двигуном 2,0 л потужністю 140 к. с., коробка передач — шестиступенева механічна. Зовнішній стайлінг: 18 — і 19-дюймові диски коліс, інші бампери і спойлер. Всередині — крісла з розвиненою бічною підтримкою.
У 2012 році Renault Fluence оновили, змінивши зовнішній вигляд, в тому числі стандартні ксенонові фари, і оснащення. Розробники постаралися над тим, щоб зробити автомобіль більш привабливим для покупців, і нагородили Renault електродвигуном, потужністю 96 кінських сил, який здатний розігнати машину з 0 до 100 км / год за 13,4 секунди. Заряду батареї вистачає приблизно на 160 кілометрів. Модель Fluence поставляється в двох модифікаціях: модель початкового рівня Expression + і топова модель Dynamique.

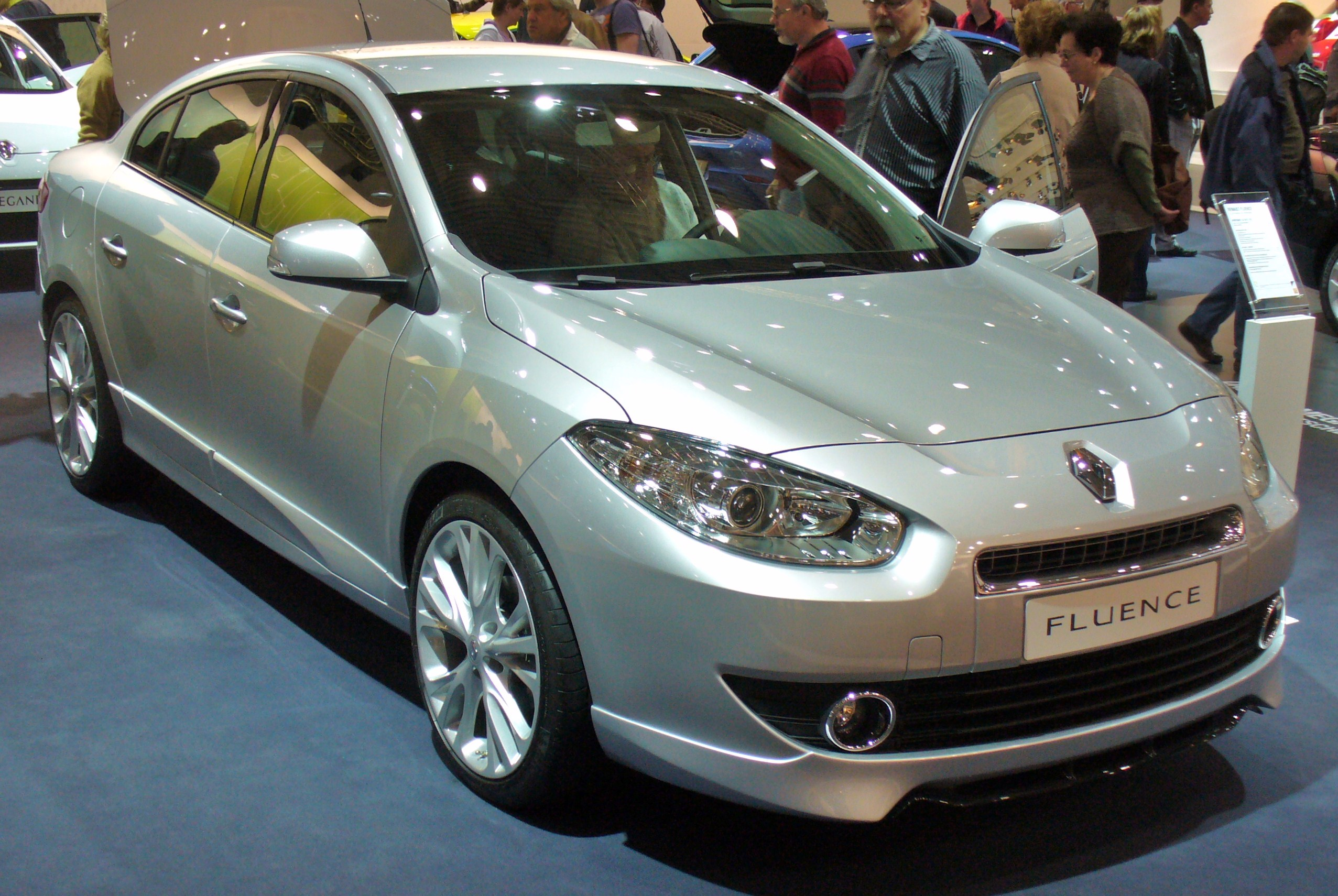
Renault Fluence Sport Way
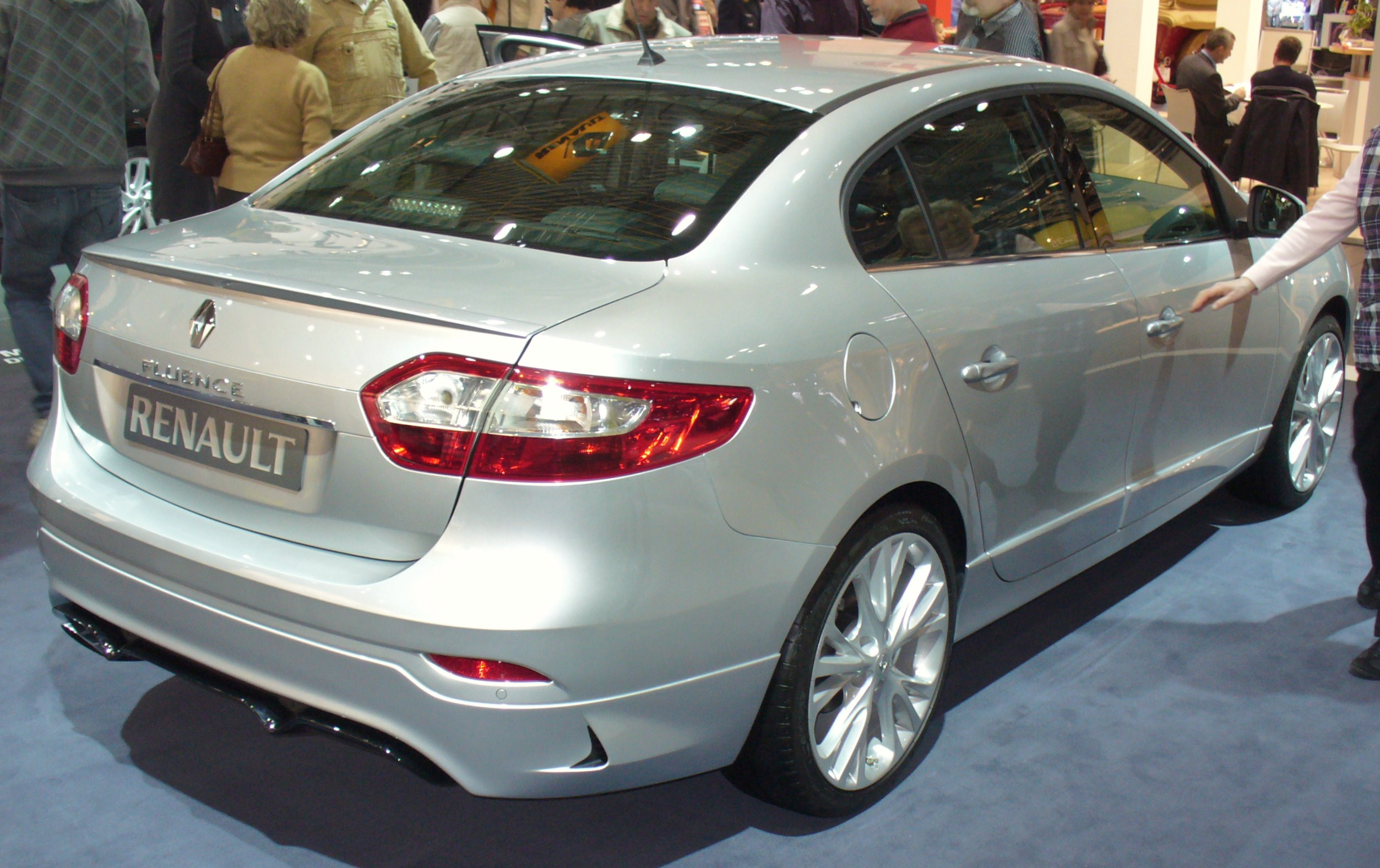
Renault Fluence Sport Way
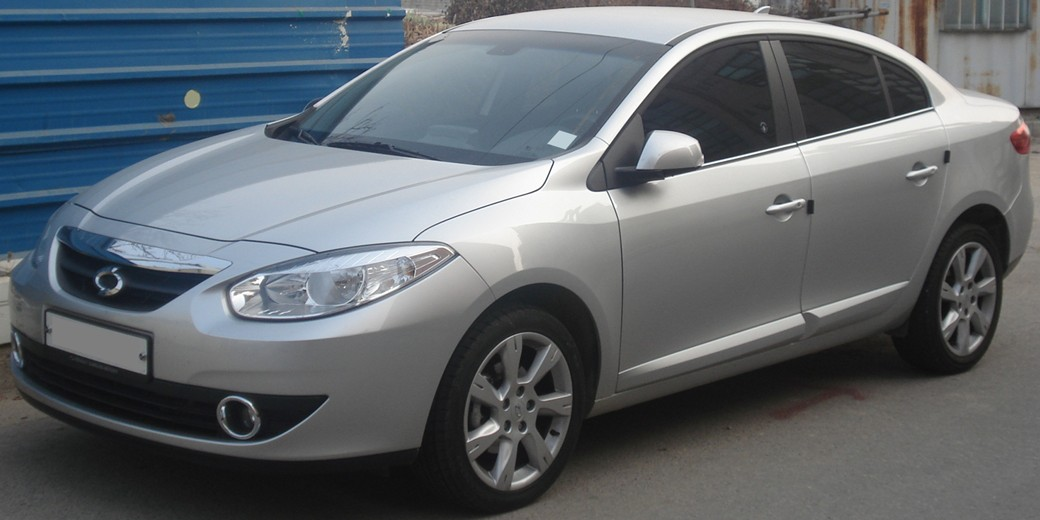
Samsung SM3 ІІІ (2009-2012)

## Fluence Z.E

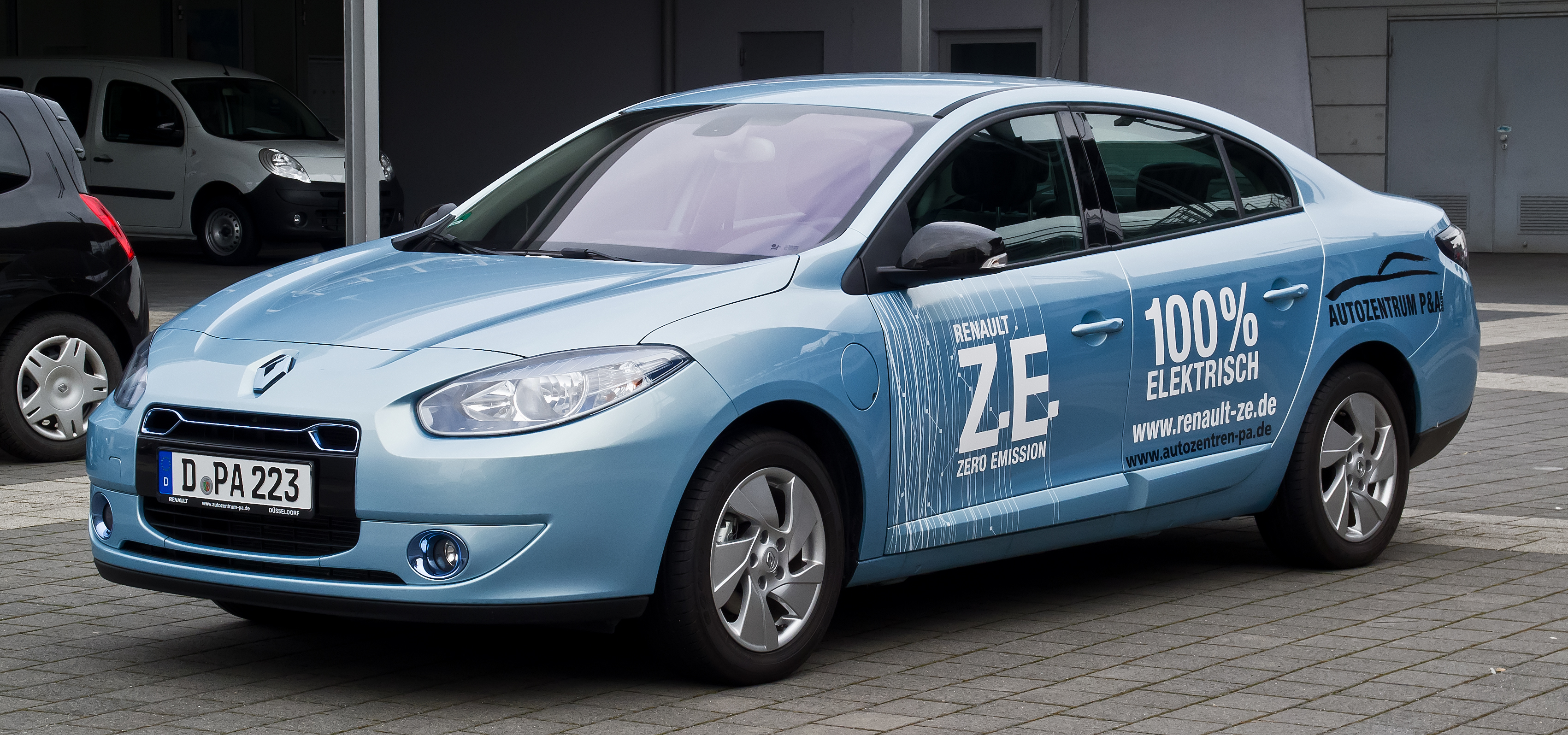
Renault Fluence Z.E. (2011—2014)

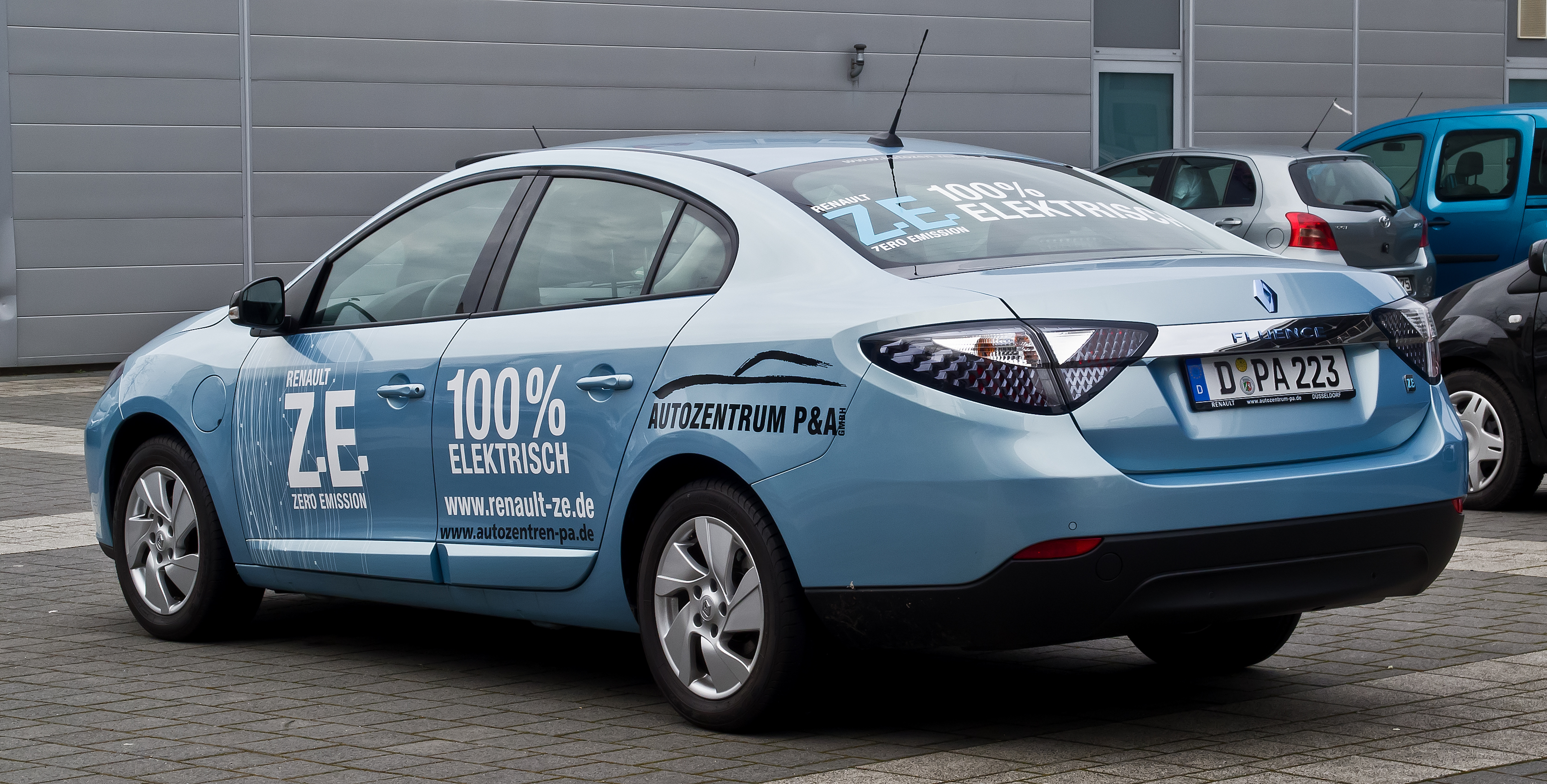
Renault Fluence Z.E. (2011—2014)

Fluence Z.E. — це електромобіль створений на основі моделі Renault Fluence, який випускався в Туреччині з 2011 по 2014 рік, а з 2013 і донині він виготовляється в Південній Кореї у вигляді моделі Renault Samsung SM3 ZE. Електромотор на Fluence Z.E. розвивав 95 к. с. і 226 Нм. Літієво-іонний акумулятор на 22 кВт·год забезпечував пробіг 180 км на одній зарядці в циклі NEDC. У базовій комплектації машина комплектувалася бортовим зарядником на 3,5 кВт, але як опцію можна було поставити Chameleon (43 кВт).

## Концепт-кари

### Renault Fluence (2004)

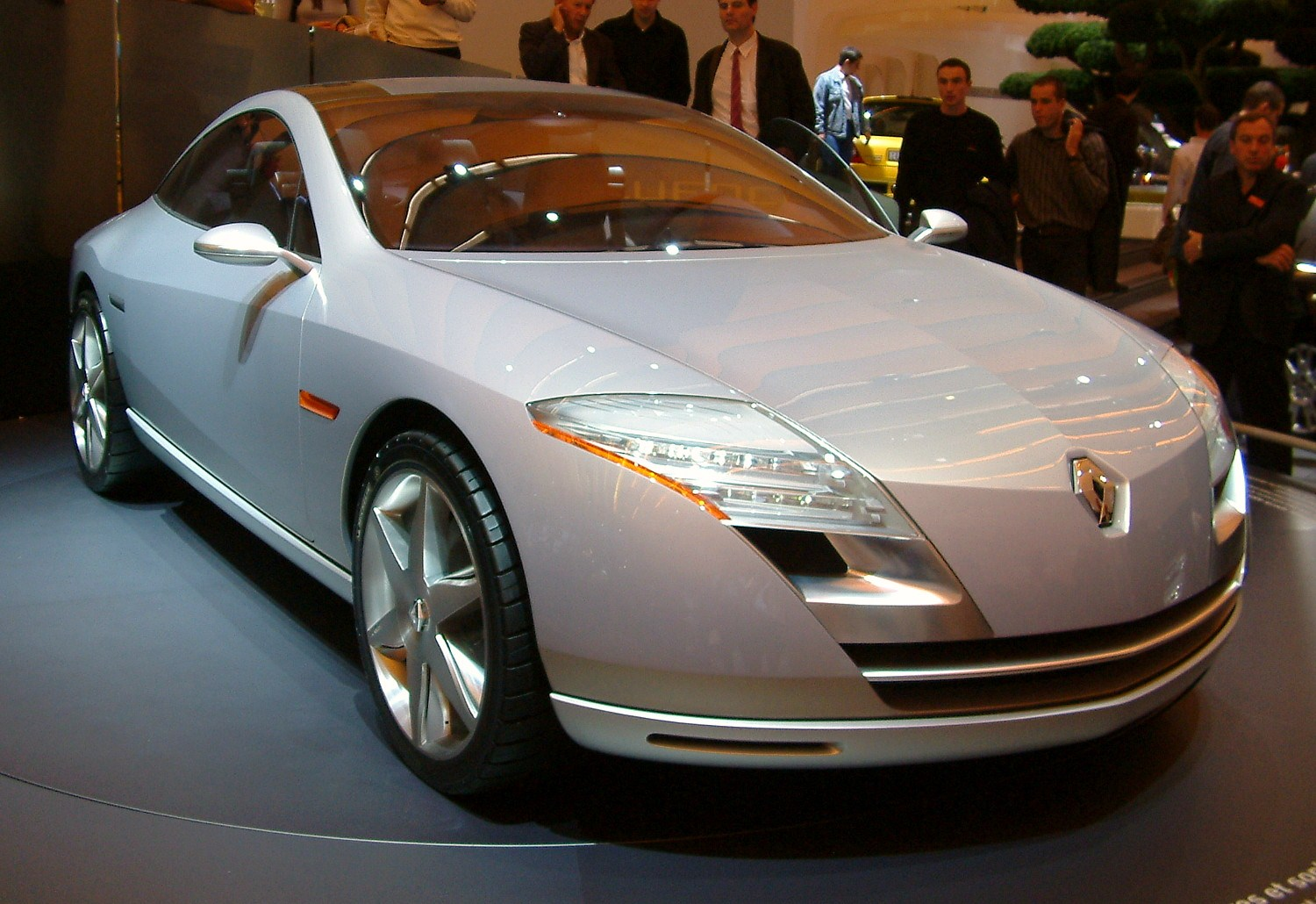
Концепт Renault Fluence, 2004

Концептуальне купе розроблено під керівництвом Патріка ле Кемала і представлено 4 червня 2004 року на фестивалі класичних автомобілів Louis Vuitton Classic в Англії, а також у вересні 2004 а на Паризькому автосалоні.

### Renault Fluence Z.E. Concept

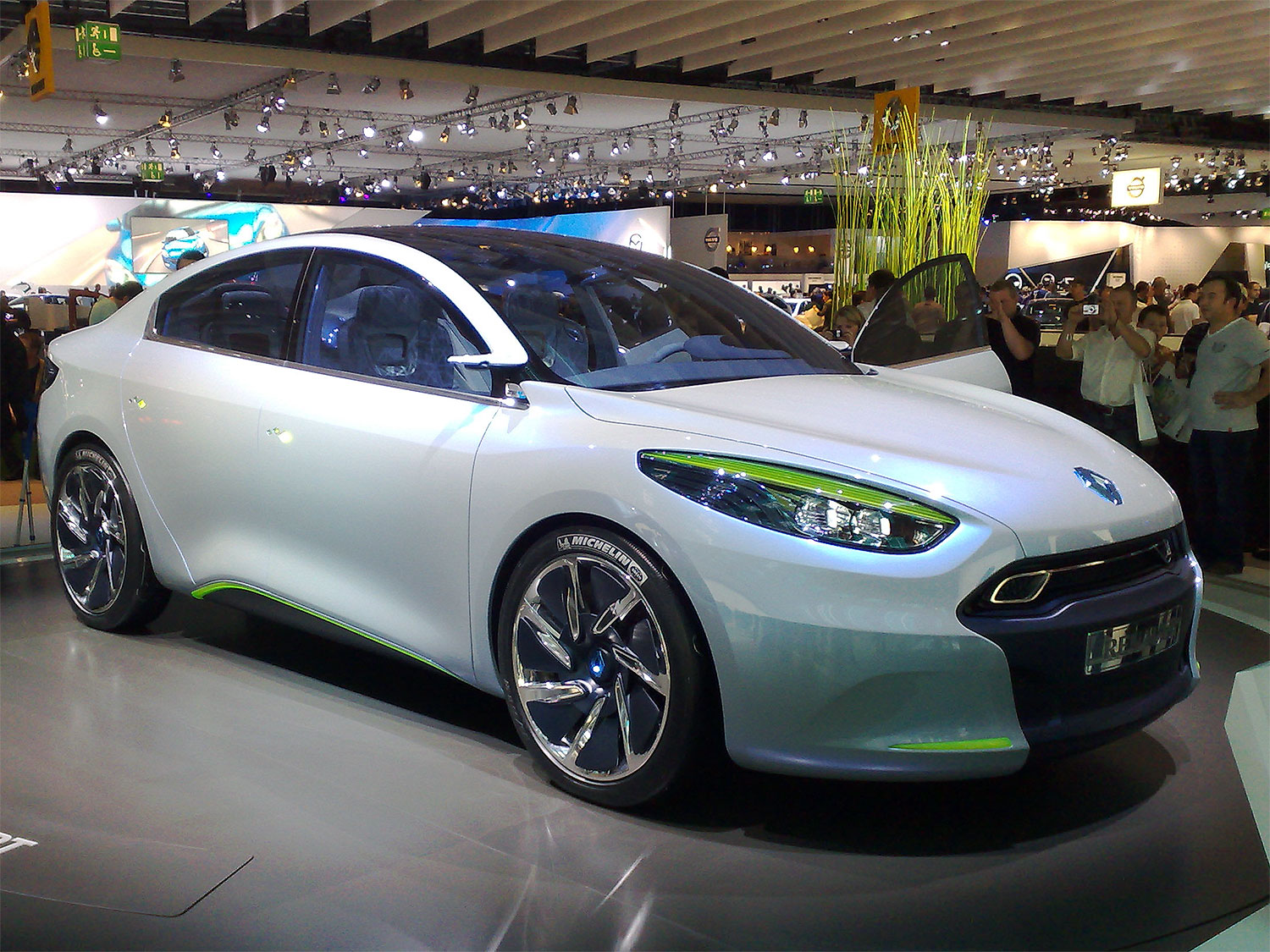
Le concept électrique Renault Fluence Z.E. Concept

Renault представила на автосалоні у Франкфурті у 2009 році концепт-кар, Renault Fluence ZE Concept.